# Batata de Trás-os-Montes

Batata de Trás-os-Montes (« pomme de terre du Trás-os-Montes ») est une indication géographique protégée (IGP) qui s'applique à une production de pommes de terre de la région du Haut Trás-os-Montes, au Portugal. Cette production a été enregistrée comme indication géographique protégée (IGP) au niveau européen en 2007.

## Conditions à respecter
Les variétés autorisées sont au nombre de quatre :  'Désirée', 'Kennebec', 'Jaerla', 'Atlantic'.
La zone de production, située dans les montagnes et vallées du Trás-os-Montes, couvre les territoires suivants dans les districts de Bragance et Vila Real: 
- en totalité 
  - concelhos[2] de Boticas, Bragança, Chaves, Macedo de Cavaleiros, Montalegre, Valpaços, Vila Pouca de Aguiar, Vinhais,
- en partie :
  - concelho de Murça : freguesias[2] de Carvas, Fiolhoso, Jou, Palheiros, Valongo de Milhais, Vilares,
  - concelho d'Alijó, : freguesias de Pópulo, Ribalonga, et Vila Verde,
  - concelho  de Mirandela : freguesias d'Aguieiras, Bouça, Fradizela, Sao Pedro Vehlo, Torre de Dona Chama, Vale de Gouvinhas  et Vale de Telhas,
  - concelho d'Alfândega da Fé : freguesias d'Agrobom, Gebelim, Pombal, Saldonha, Sambade, Soeima et Vales,
  - concelho de Vimioso : freguesias d'Argozelo, Carção, Matela, Pinelo et Santulhão[3].